# Edoardo Pecco
Edoardo Pecco (Ivrea, 27 giugno 1823 – Torino, 27 maggio 1886) è stato un architetto e ingegnere italiano.

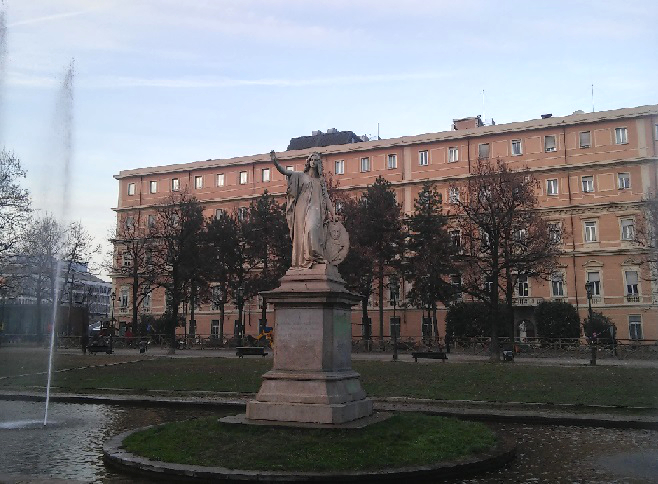
I giardini Balbo di Torino progettati da Edoardo Pecco

Come ingegnere capo della città di Torino, influì notevolmente sullo sviluppo urbanistico della città nella seconda metà dell'Ottocento , progettando fra le varie cose anche i Toret che simboleggiano la città. Fu docente universitario presso la nascente Scuola d'applicazione .

## Biografia
Edoardo Pecco nasce a Ivrea, il 27 giugno 1823, discendente di una famiglia oriunda di Gressoney. Dopo gli studi in ingegneria e architettura, terminati nel 1846 a Torino, inizia a lavorare nel 1847 come ingegnere in seconda, per poi essere nominato ingegnere capo della Città di Torino il 20 febbraio 1851. Lavorerà per il comune fino al 30 gennaio 1884, quando la Giunta municipale lo dispenserà dal servizio per ammetterlo alla cassa pensioni.
Sposato nel 1865 con Leocadia, figlia del noto architetto Barnaba Panizza, diventa vedovo nel 1876 e poco dopo perde anche una delle figlie. Muore il 27 maggio 1886 a Torino.

## Opere principali

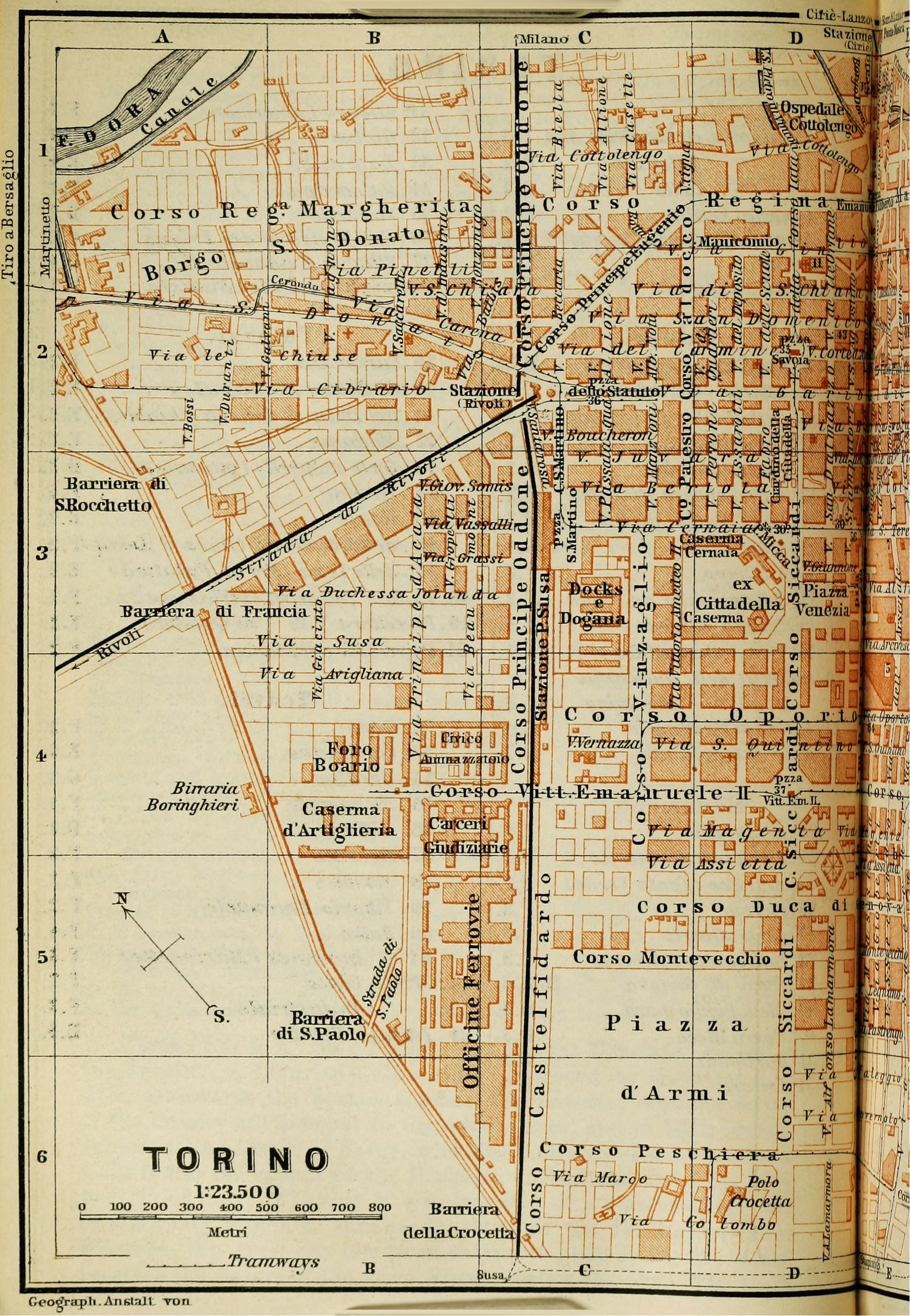
Cartina di parte di Torino del 1893 con la cinta daziaria progettata da Edoardo Pecco

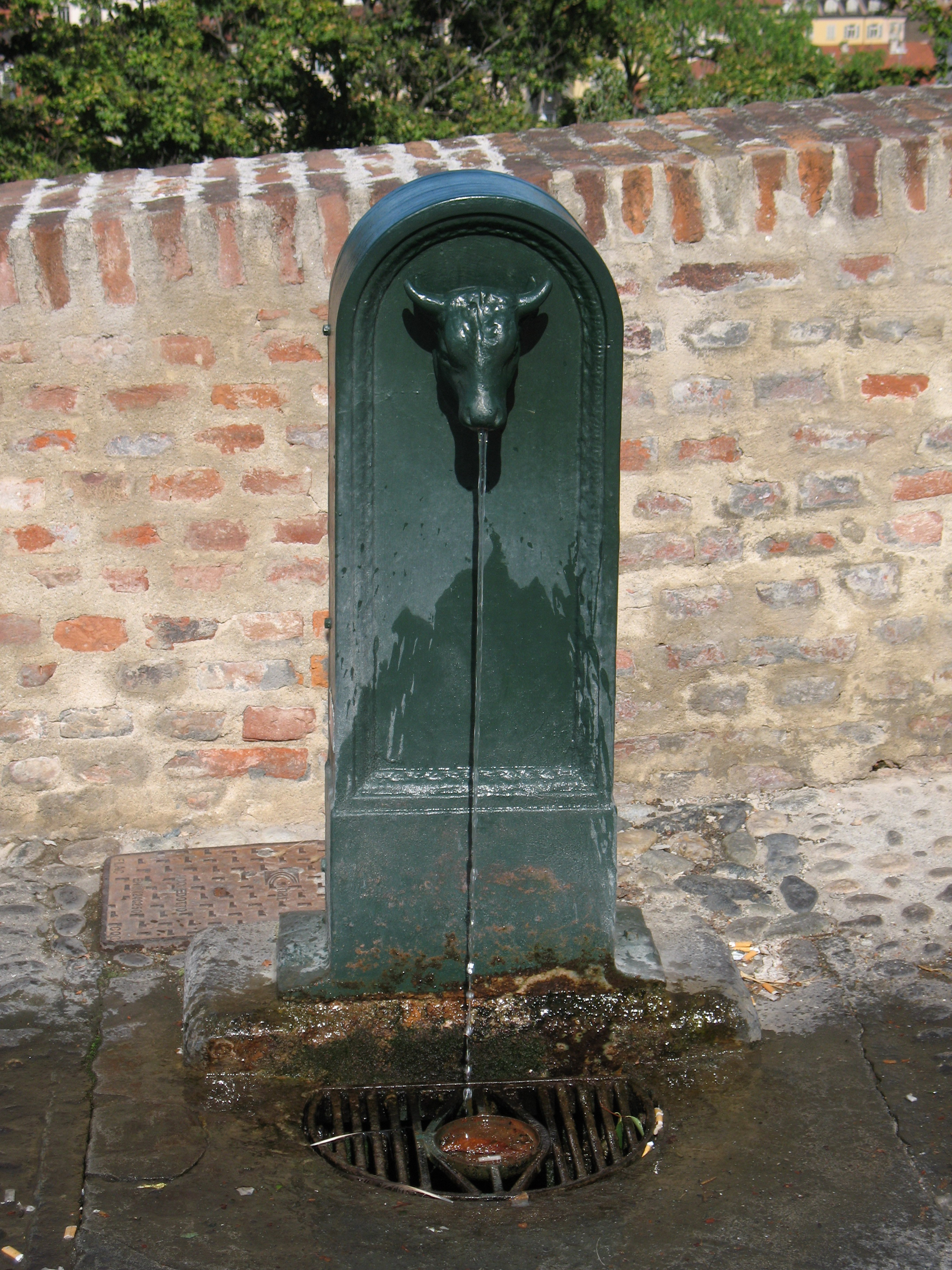
Un toret disegnato da Edoardo Pecco

Nella sua veste amministrativa, Edoardo Pecco contribuì notevolmente allo sviluppo e al disegno della capitale del Regno, con numerose opere le cui principali vengono di seguito illustrate.
Nel 1853 viene approvato il progetto da lui compilato della cinta daziaria . Successivamente Edoardo Pecco si inserisce nel dibattito per la rifunzionalizzazione dei terreni occupati dalla Cittadella, con la compilazione del progetto d'ingrandimento della città di Torino verso quell'area, approvato nel 1857. Il piano pose le basi per un nuovo e successivo assetto stradale condizionando in modo decisivo la morfologia urbana della Città. Infatti tutti gli ampliamenti successivi, dalla Crocetta alla piazza d'Armi, tennero conto delle fughe assiali dei viali alberati individuati da questo piano.
Nel 1860 l'Amministrazione comunale, convinta dello sviluppo futuro di Torino, commissiona all'Ufficio d'Arte il progetto di sistemazione della sponda del Po, con la creazione definitiva dei Murazzi in riva sinistra del fiume. Edoardo Pecco, ormai affermato ingegnere, disegna il piano generale dei caseggiati da costruire e demolire sul lato sinistro del fiume e del murazzo lungo il Po .
Il 23 aprile 1861 la Giunta Comunale della città delibera l'installazione di 81 punti d'erogazione d'acqua per usi vari (potabile, irriguo, antincendio, ecc.), specificando che alcuni di essi dovranno avere anche una funzione decorativa. Pecco disegna una fontana parallelepipeda in ghisa, di colore verde bottiglia, la cui cannella d'erogazione posta sul fronte è costituita da una piccola testa di toro (animale icona della città di Torino) dalla cui bocca sgorga l'acqua. Nasce così il famoso Toret che ancora oggi rappresenta uno dei simboli del capoluogo subalpino .
Nell'aprile 1862 il sindaco Emanuele Luserna di Rorà sottolineò la necessità di preparare la Città alla trasformazione da polo di terziario a polo industriale, e in questo clima Pecco studia il progetto della derivazione delle acque della Ceronda per portare forza motrice in Torino. Il canale viene eseguito sotto
la sua direzione nel quadriennio 1868-72 .
Nel 1868 il Circolo Eridano sulle rive del fiume Po ottiene l'autorizzazione per dotarsi di una sede più grande e prestigiosa: sempre come ingegnere capo dell'ufficio tecnico, Pecco idea una singolare struttura ottagonale a pagoda in larice rosso e vetro affacciata sul fiume, caratterizzata da un elegante portico perimetrale con colonne binate che, oltre a ospitare le attività sportive e la pratica remiera, viene regolarmente utilizzata anche come sede di alcune prime attività conviviali e ricreative .
Nel 1869 Pecco firma il progetto per il nuovo mercato del bestiame (inaugurato nel 1871) in un’area, situata poco lontano dalla Cinta Daziaria, dove sorgeva già il Mattatoio cittadino (e ora vi è stato edificato il Palazzo di Giustizia). Lo stabile verrà successivamente convertito per ospitare le truppe di artiglieria a cavallo di stanza in città, fino a trasformarsi definitivamente in una caserma dedicata al generale Alfonso La Marmora .
Nel 1874 progetta la piazzetta-giardino (o giardini)-Aiuola Balbo a Torino, poco distante dalla Piazza-Giardino Cavour, area delimitata da via Cavour, via San Massimo, via dei Mille e via Accademia Albertina; ricavata dal rimodellamento urbano lasciato dopo l'abbattimento delle mura di inizio Ottocento, e arricchita da statue di personaggi illustri. Il progetto prevede anche la costruzione della Scuola elementare Tommaseo antistante la piazza, che viene conclusa nel 1877 .
Pochi anni dopo progetta la Scuola Media Manzoni , inaugurata nel 1881 e la Scuola elementare Boncompagni, in stile eclettico, inaugurata nel 1884, che ispirerà Edmondo de Amicis nell'ambientazione del libro Cuore .
Nel 1882 progetta, nel quartiere di Porta Palazzo, un ponte sul fiume Dora, intitolato alla Principessa Clotilde di Savoia, che fu in seguito abbattuto e sostituito dal Ponte Carpanini realizzato a seguito dell'irrimediabile danneggiamento subito durante l'alluvione dell'ottobre 2000 